# Козак, Адам (шахматист)
А́дам Ко́зак (венг. Kozák Ádám; род. 15 июня 2002, Будапешт) — венгерский шахматист, гроссмейстер (2020). Бронзовый призёр чемпионата Венгрии (2022).
В 2009 году Козак выиграл чемпионат Венгрии среди детских садов. В 2018 году выиграл национальную студенческую олимпиаду и завоевал серебряную медаль на чемпионате мира по рапиду до 16 лет, спустя год выиграл чемпионат Европы по рапиду и блицу до 18 лет. В 2022 году разделил 1-5 места на чемпионате мира среди юниоров, в итоге стал вторым.
В 2019 году Козак был членом сборной Венгрии, которая выиграла Кубок Митропы, и стал лучшим игроком команды.
В 2021 году прошёл квалификацию на европейском гибридном турнире, став участником Кубка мира 2021. В 1-м раунде проиграл Тай Дай Ван Нгуену ½ −1½.